# Antonio Ereditato
Antonio Ereditato (né en 1955 à Naples) est un physicien italien, chercheur et professeur à l'université de Berne, directeur du Laboratory for High Energy Physics de l'université. 

## Biographie
Antonio Ereditato a été le porte-parole des équipes de l'expérience Opera, menée par le CERN en collaboration avec l'IN2P3. Le 22 septembre 2011, il rendait compte du résultat de Dario Auterio, chercheur à l'Institut de physique nucléaire de Lyon, qui a mesuré pour la première fois de manière significative un déplacement à une vitesse supérieure à celle de la lumière. Les mesures conduites par l'équipe Astroparticules de Dario Auterio au cours des six mois précédents sur des faisceaux de neutrinos émis par le Super Proton Synchrotron à Meyrin près de Genève et détectés avec une précision inférieure à la nanoseconde par le laboratoire du Gran Sasso en Italie centrale ont indiqué une vitesse d'au moins 6 km/s au-dessus de c, soit une avance de 60 nanosecondes ou 20 mètres sur les 730 kilomètres parcourus.
Antonio Ereditato, porte-parole de l'équipe qui a fait cette mesure, a déclaré à Reuters que les mesures effectuées sur trois ans avaient montré que des neutrinos partis des laboratoires du CERN, près de Genève, vers le laboratoire souterrain du Gran Sasso, en Italie, étaient arrivés 60 nanosecondes plus vite que la lumière (300 000 km/s) ne l'aurait fait.
« Nous avons grande confiance dans la fiabilité de nos résultats. Nous avons vérifié et revérifié, pensé à tout ce qui pourrait avoir influé sur nos relevés, mais nous n'avons rien trouvé", a-t-il expliqué. "Nous voulons maintenant que des collègues les vérifient de façon indépendante ».
Si cette découverte était confirmée, elle invaliderait l'un des piliers de la relativité restreinte d'Einstein, qui stipule que la vitesse de la lumière est une "constante cosmique" que rien, dans l'univers, ne peut dépasser.
Cette affirmation, qui a résisté à un siècle d'expériences scientifiques, est l'un des éléments clés du "modèle standard", qui s'efforce de décrire la manière dont fonctionnent l'univers et tout ce qu'il contient.
La découverte, totalement inattendue, a été faite dans le cadre de recherches effectuées par des physiciens travaillant à une expérience appelée OPERA, menée conjointement par le CERN, près de Genève, et le laboratoire du Gran Sasso, dans les Abruzzes, en Italie.
Au total, 15 000 faisceaux de neutrinos − particules élémentaires présentes dans tout le cosmos − ont été émis sur une période de trois ans du CERN en direction du Gran Sasso, à 730 km de là, où ils ont été recueillis par des détecteurs géants.
Le 30 mars 2012, Antonio Masiero, vice-président de l'INFN, prend acte de la démission d'Antonio Ereditato due à la situation ingérable entre les chercheurs déclenchée par une motion réclamant son départ. Cependant M. Masiero a confirmé que de nouvelles mesures auront lieu au cours du printemps 2012 afin de vérifier les résultats d'"Opéra".